# Borda da Mata
Borda da Mata este un oraș în unitatea federativă Minas Gerais (MG), Brazilia.